# Jean Sorel

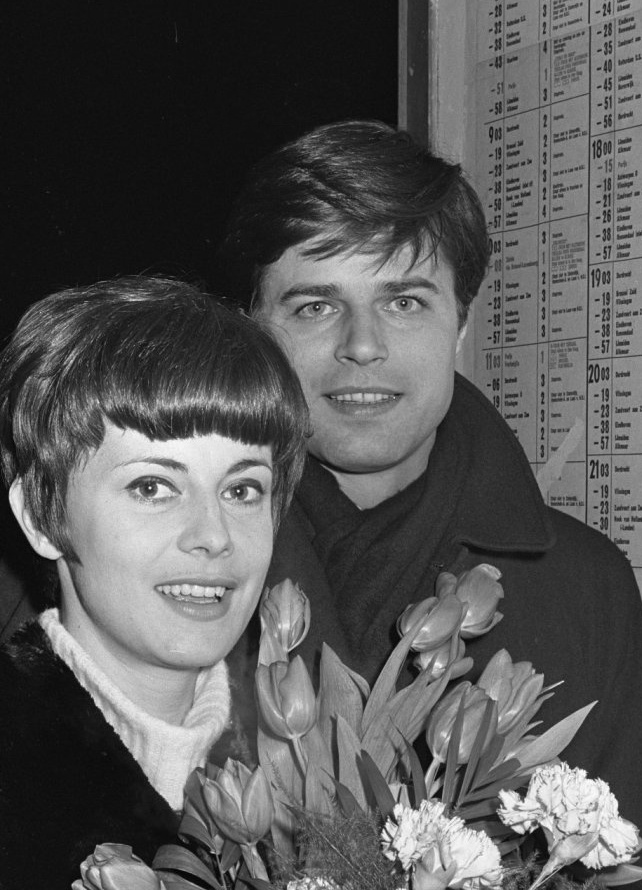
Jean Sorel cu soția sa Anna Maria Ferrero în 1966

Jean Sorel  pe numele său real Jean Marquis de Combault-Roquebrune (n. 25 septembrie 1934, Marsilia, Franța) este un actor de film, teatru și de televiziune francez. Printre cele mai cunoscute filme ale sale se numără Cele patru zile ale orașului Neapole (1962), Germinal (1963), Made in Italy (1965) și Frumoasa zilei (1967).

## Biografie
Sorel provine dintr-o familie nobilă de ofițeri. Tatăl său, Guy de Combaud Roquebrune, a murit în calitate de comandant al unei unități de parașutiști francezi ai Serviciului aerian special britanic în septembrie 1944 în luptele pentru Sennecey-le-Grand. 
Ca student într-o clasă pregătitoare la École Normale Supérieure, Sorel a intrat pentru prima dată în contact cu teatrul. Și-a făcut debutul teatral în piesa Neguțătorul din Veneția de Shakespeare. După un turneu, i-a fost greu să se întoarcă la școală. După serviciul militar, Sorel s-a decis pentru cariera de actor, inițial primind un mic rol în filmul J'irai cracher sur vos tombes, (1959, regia Michel Gast). Descoperirea sa a venit cu un rol principal în filmul uitat acum Les Lionceaux de Jacques Bourdon (1960). De atunci, Sorel a apărut în numeroase lungmetraje. A devenit popular unui public mai larg prin rolurile sale ca Tom Fennel în Julia, ești fermecătoare (Julia, Du bist zauberhaft, film din 1962, în regia lui Alfred Weidenmann), în rolul contelui din  La Ronde (1964, în regia lui Roger Vadim), în rolul fratelui incestos Gianni din Sandra (1965, regia Luchino Visconti) sau  în rolul soțului Catherinei Deneuve în Frumoasa zilei (1967; regia Luis Buñuel).
De la mijlocul anilor 1970, Sorel și-a redus activitatea cinematografică, astăzi joacă cu preponderență în producții de televiziune și la teatru (printre alții sub regia lui Roger Planchon).
În 1962 s-a căsătorit cu actrița italiană Anna Maria Ferrero, partenera sa din filmul Traqués par la Gestapo (1962), care nu mult după aceea a renunțat la propria-i carieră. Jean Sorel locuiește împreună cu soția sa la Paris și Roma.

## Filmografie selectivă

### Cinema
- 1959 J'irai cracher sur vos tombes, regia Michel Gast
- 1960 Les Adolescentes, regia Alberto Lattuada
- 1960 Les Lionceaux, regia Jacques Bourdon
- 1960 Ça s'est passé à Rome (La Giornata balorda), regia Mauro Bolognini
- 1961 Vive Henri IV... vive l'amour!, regia Claude Autant-Lara : Henric al II-lea, Prinț de Condé
- 1961 Amélie ou le Temps d'aimer, regia Michel Drach
- 1961 Traqués par la Gestapo (L'Oro di Roma), regia Carlo Lizzani : Massimo
- 1962 Vedere de pe pod (A View from the Bridge), regia Sidney Lumet
- 1962 Le Désordre (Il Disordine), regia Franco Brusati
- 1962 Adorable Julia (Julia, Du bist zauberhaft), regia Alfred Weidenmann : Tom Fennel
- 1962 Cele patru zile ale orașului Neapole (Le quattro giornate di Napoli), regia Nanni Loy : Livornese
- 1963 Germinal, regia Yves Allégret : Étienne Lantier
- 1963 Chair de poule, regia Julien Duvivier : Paul Genest
- 1964 Amori pericolosi, segmentul La ronda, regia Carlo Lizzani : le légionnaire
- 1964 La Ronde, regia Roger Vadim
- 1964 De l'amour, regia Jean Aurel d'après Stendhal : Antoine
- 1965 Made in Italy, regia Nanni Loy, segmentul La Donna : Orlando
- 1965 Tremurătoarele stele ale Ursei (Vaghe stelle dell'Orsa), regia Luchino Visconti : Gianni

- 1966 Play-Boy Party (L'Ombrellone), regia Dino Risi : Sergio
- 1966 L'Homme qui rit (L'Uomo che ride), regia Sergio Corbucci
- 1967 Frumoasa zilei, regia Luis Buñuel
- 1968 Una ragazza piuttosto complicata de Damiano Damiani
- 1968 L'Adorable Corps de Deborah (Il Dolce corpo di Deborah), regia Romolo Guerrieri
- 1969 L'amica, regia Alberto Lattuada
- 1969 Perversion Story (Una sul'altra), regia Lucio Fulci : Dr. Geroge Dumurrie
- 1970 No desearás al vecino del quinto, regia Ramón Fernández : Pedro Andreu
- 1971 La controfigura, regia Romolo Guerrieri : Frank
- 1971 Le Venin de la peur (Una lucertola con la pelle di donna), regia Lucio Fulci : Frank Hammond
- 1971 Je suis vivant ! (La corta notte delle bambole di vetro), regia Aldo Lado : Gregory Moore
- 1973 Ziua șacalului (The Day of the Jackal), regia Fred Zinnemann : Bastien-Thiry
- 1973 Le Bal du vaudou (Una gota de sangre para morir amando), regia Eloy de la Iglesia : Victor
- 1973 Comisarul Cardone în acțiune (La polizia sta a guardare), regia Roberto Infascelli : Aloisi
- 1974 La profanazione, regia Tiziano Longo
- 1976 La muerte ronda a Mónica, regia Ramón Fernández : Federico
- 1977 Les Enfants du placard, regia Benoît Jacquot: Berlu
- 1978 L'Affaire suisse, regia Max-Peter Ammann
- 1978 Der Mann im Schilf, regia Manfred Purzer : Robert
- 1979 Les Sœurs Brontë, regia André Téchiné : Leyland
- 1981 Les Ailes de la colombe, regia Benoît Jacquot : Lukirsh
- 1981 Aimée, regia Joël Farges : Pierre Ménard
- 1982 Les Aventures de Miss Catastrophe (Bonnie e Clyde all'italiana), regia Steno
- 1985 Aspern, regia Eduardo de Gregorio după „Manuscrisele lui Jeffrey Aspern” de Henry James : Jean Decaux
- 1986 Rosa la rose, fille publique, regia Paul Vecchiali : Gilbert
- 1987 Il burbero, regia Franco Castellano et Giuseppe Moccia : Giulio Machiavelli
- 1989 Casablanca Express, regia Sergio Martino : le major Valmore
- 1991 Miliardi, regia Carlo Vanzina : Leo Ferretti
- 1991 Vorbind de lup (Ange ou Démon), regia Enzo Barboni
- 2008 L'ultimo Pulcinella, regia Maurizio Scapparo
- 2015 L'Origine de la violence, regia Élie Chouraqui : Charles Wagner
- 2017 Drôles d'oiseaux, regia Élise Girard

### Televiziune
- 1997 Deșertul de foc (Le Désert de feu), regia Enzo G. Castellari